# Chiesa di San Lorenzo (Leivi)
La chiesa di San Lorenzo è un luogo di culto cattolico situato nella località di San Lorenzo, in via San Lorenzo, nel comune di Leivi nella città metropolitana di Genova.

## Storia e descrizione
Sita in una posizione panoramica, la chiesa presenta un'origine ancora oggi incerta, ma considerata dagli storici locali come uno degli edifici di culto tra i più antichi di Leivi.
La prima citazione ufficiale è risalente alla seconda metà del XIV secolo in alcuni atti notarili ancora oggi conservati. Altri documenti la attestano con l'intitolazione dedicata a sant'Ambrogio e legata al vescovo di Milano.
Al suo interno è conservata una pala d'altare di Giuseppe Romei del XVIII secolo.